# Beautiful (Natale Galletta)
Beautiful è un album di Natale Galletta, pubblicato nel 1990.

## Tracce
1. Mi son fatto l'amante
2. Vurria 'ncuntrarme cu 'tte
3. E chiù ce penzo
4. Viene a vivere cu 'mme
5. Nunn'è 'overo
6. Innamorati
7. Amici no!
8. Solo nella notte
9. Penso a te
10. Beautiful (meraviglioso)